# Abdeslam Moussi
Abdeslam Moussi (sinh ngày 14 tháng 6 năm 1990 ở Constantine) là một cầu thủ bóng đá người Algérie thi đấu cho JSM Béjaïa ở Giải bóng đá hạng nhì quốc gia Algérie.

## Sự nghiệp

### Sự nghiệp câu lạc bộ
Moussi bắt đầu sự nghiệp chuyên nghiệp cùng với US Chaouia. Vào tháng 6 năm 2015, anh ký hợp đồng với MC Oran.

### Sự nghiệp quốc tế
Vào tháng 1 năm 2016, Moussi gia nhập Algérie A' national team.